# Kranj (comune)
Kranj (ufficialmente in sloveno Mestna občina Kranj) è un comune cittadino (mestna občina) della Slovenia. Appartiene alla regione statistica dell'Alta Carniola e ne è il capoluogo. La sede del comune si trova nella città di Kranj. Ha una popolazione di 56 267 abitanti ed un'area di 148 km².
Oltre ai monumenti situati nel capoluogo comunale, nelle vicinanze della frazione Predoslje sorge il castello di Brdo pri Kranju, sede di rappresentanza del governo sloveno, in cui si sono svolti numerosi incontri diplomatici ed eventi istituzionali.

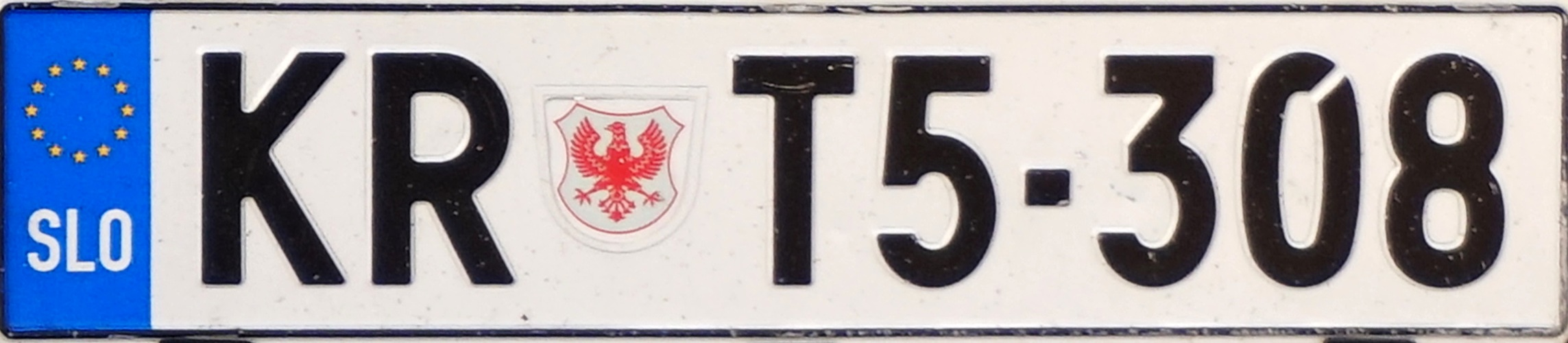
Targa del comune di Kranj

## Storia
Il comune di Kranj è stato istituito nel 1994.

## Geografia antropica

### Suddivisioni amministrative
Il comune cittadino di Kranj è formato da 50 insediamenti (naselija):
- Babni Vrt
- Bobovek
- Breg ob Savi
- Britof
- Čadovlje
- Čepulje
- Čirče
- Golnik
- Goriče
- Hrastje
- Ilovka
- Jama
- Jamnik
- Javornik
- Kokrica
- Kranj, insediamento capoluogo comunale
- Lavtarski Vrh
- Letenice
- Mavčiče
- Meja
- Mlaka pri Kranju
- Nemilje
- Njivica
- Orehovlje
- Pangršica
- Planica
- Podblica
- Podreča
- Povlje
- Praše
- Predoslje
- Pševo
- Rakovica
- Spodnja Besnica
- Spodnje Bitnje
- Srakovlje
- Srednja vas - Goriče
- Srednje Bitnje
- Suha pri Predosljah
- Sveti Jošt nad Kranjem
- Šutna
- Tatinec
- Tenetiše
- Trstenik
- Zabukovje
- Zalog
- Zgornja Besnica
- Zgornje Bitnje
- Žabnica
- Žablje

## Amministrazione
| Periodo | Periodo   | Primo cittadino | Partito | Carica  | Note |
| ------- | --------- | --------------- | ------- | ------- | ---- |
| 1986    | 1990      | Ivan Torkar     |         | sindaco |      |
| 1990    | 1998      | Vitomir Gros    |         | sindaco |      |
| 1998    | 2006      | Mohor Bogataj   |         | sindaco |      |
| 2006    | 2010      | Damjan Perne    |         | sindaco |      |
| 2010    | 2014      | Mohor Bogataj   |         | sindaco |      |
| 2014    | 2018      | Boštjan Trilar  |         | sindaco |      |
| 2018    | in carica | Matjaž Rakovec  |         | sindaco |      |

### Gemellaggi
- Rivoli[2]
- Banja Luka[3]
- Villaco
- Osijek
- Novi Sad
- Amburgo